# Cheney (Washington)
Cheney je grad u američkoj saveznoj državi Washington. Prema popisu stanovništva iz 2010. u njemu je živjelo 10.590 stanovnika.